# Minamoto no Yoshiie
Minamoto no Yoshiie (源 義家), född 1039, död 4 augusti 1106, också känd under namnet Hachimantarō, var samuraj i Minamoto-klanen under Heian- perioden. Han var också Chinjufu shogun, (Befälhavare för Norra Försvaret). Som äldste sonen till Minamoto no Yoriyoshi, visade han prov på sin duglighet som krigare i strid mot Abe-klanen i  Zenkunen-kriget (”Det tidigare nioårs-kriget”) och mot Kiyowara-klanen i Gosannen-kriget (”Det senare treårs-kriget”). Yoshiie kom att bli en stor förebild bland samurajer.

## Zenkunen-kriget
Abe no Yoritoki innehade 1050 uppdraget som Chinjufu shogun, en befattning som Abe-klanen innehaft i generationer. Han var befälhavare över försvaret av norra Honshū mot Ezo, Ainu-folket som bodde i området.
Yoritoki hade kontroll över hela regionen och hade förvandlat den officielle guvernören  till en ren marionett. Som ett motdrag kom Yoshiies far att utses till både chinjufu shogun och ny guvernör. 
Detta blev inledningen till Zenkunen-kriget där Yoshiie framgångsrikt kämpade på sin faders sida. 1057 dog Abe no Yoritoki, men hans son tog över och fortsatte kriget.
Under Zenkunen-kriget blev Yoshiie berömd för sitt mod och sin rättrådighet. Det berättas bland annat om hur han vid ett tillfälle skonade sin fiende Abe no Sadato, för att denne gett slagfärdigt svar på tal, när Yoshiie ridit ikapp honom, med pilbågen spänd. 
Yoshiie återvände till Kyoto 1063. Då var kriget avgjort och han hade Abe no Sadatos huvud i sin stridspackning. Nu ökade hans berömmelse än mer och han fick namnet Hachimantarō. Det betyder “Hachimans son” – Hachiman var krigets gud.

## Gosannen-kriget
Mer än tjugo år senare var Yoshiie befälhavare i uppgörelsen med Kiyowara-familjen. Dessa hade kämpat med Minamotos mot Abe-klanen och varit betrodda. Yoshiie ansåg emellertid att de misskötte styret av de norra provinserna. Kiyowara no Masahira, Kiyowara no Narihira och Kiyowara no Iehira kämpade om styret och inbördeskrig hotade. Yoshiie gick in med styrkor i området 1083, för att bringa ordning.
Detta resulterade i strider mellan Yoshiies styrkor och olika fraktioner av Kiyowara-familjen. Det avgörande slaget stod vid Kanazawa 1087. Yoshiie anföll Kanazawa som omgavs av en välbyggd palissad, tillsammans med Fujiwara Kiyohira och sin yngre broder, Minamoto no Yoshimitsu. Efter en lång belägring, där ställningarna hölls av Kiyowara no Iehira och hans farbror, Kiyowara no Takahira, lyckades anfallet, sedan palissaden stuckits i brand. Kiyowara-familjen fick vidkännas stora förluster och både Takahira och Iehira dödades i belägringens slutfas. Även Minamoto-styrkorna fick vidkännas stora förluster. Om Yoshiie berättades att han var en skicklig ledare, som lyckades hålla moralen och disciplinen upp bland krigarna.